# Derris monticola
Derris monticola är en ärtväxtart som först beskrevs av Wilhelm Sulpiz Kurz, och fick sitt nu gällande namn av David Prain. Derris monticola ingår i släktet Derris och familjen ärtväxter. Inga underarter finns listade i Catalogue of Life.